# Kościół św. Krzyża w Sierpcu
Kościół świętego Krzyża – kościół, który znajdował się w Sierpcu, w województwie mazowieckim. Od końca XVIII wieku w ruinie.

## Historia
Kościół został zbudowany zapewne w 1 połowie XIV wieku przez właściciela Piastowa lub przez Miłobędzina z rodu Jastrzębców - być może był to kasztelan sierpecki Jan z Bonisławia lub któryś z członków jego rodu. W 1589 roku został odnowiony dach oraz obrazy z wielkiego ołtarza, kościół otrzymał także nowe okna ze szkła. Świątynia została ogrodzona. Remont ten został przeprowadzony na polecenie wnuczki wojewody rawskiego Andrzeja Sieprskiego - Gembartowej. Dzwon za 40 florenów został ufundowany przez Wojciecha Miłobędzkiego. W 1794 roku kościół popadł w ruinę. Dawne wyposażenie świątyni zostało rozkradzione lub zniszczone. Zachował się fragment ściany północnej oraz fundamenty.

## Architektura
Świątynia została wybudowana z kamienia, natomiast skarpy i obramowania zostały wybudowane z cegły. Taka metoda budowy świadczy o tym, że kościół został wzniesiony bardzo wcześnie. Budowla miała murowaną sklepioną zakrystię i nakryta była gontem. Miała dwa wejścia oraz trzy okna. Wewnątrz były 3 ołtarze, główny był otoczony balustradą i ozdobiony obrazami.